# Крутнев (Винницкая область)
Крутнев (укр. Крутнів) — село на Украине, находится в Хмельницком районе Винницкой области.
Код КОАТУУ — 0524883703. Население по переписи 2001 года составляет 162 человека. Почтовый индекс — 22000. Телефонный код — 4338.
Занимает площадь 0,5 км².

## Адрес местного совета
22008, Винницкая область, Хмельницкий р-н, с. Лелитка, ул. Ленина, 23б